# Dyscia signata
Dyscia signata är en fjärilsart som beskrevs av Edward Alfred Cockayne 1942. Dyscia signata ingår i släktet Dyscia och familjen mätare. Inga underarter finns listade i Catalogue of Life.